# Peter Kipyator Biwott
Peter Kipyator Biwott (* 1980) ist ein kenianischer Marathonläufer.
2004 kam er beim Nairobi-Marathon auf den 13. Platz. 2005 wurde er Vierter beim Brescia-Marathon und 2006 Dritter bei der Corrida de São João. 2006 siegte er beim La-Rochelle-Marathon und 2007 beim Helsinki-Marathon.
2008 wurde er Siebter beim Valencia-Marathon und Neunter beim Portugal-Halbmarathon. Im Jahr darauf folgte einem sechsten Platz beim Mumbai-Marathon ein neunter beim Dublin-Marathon. 2010 wurde er Zweiter beim H. C. Andersen Marathon, 2011 gewann er den Alexander-der-Große-Marathon.

## Persönliche Bestzeiten
- 15-km-Straßenlauf: 43:07 min, 18. Juni 2006, Porto
- Halbmarathon: 1:02:43 h, 28. September 2008, Lissabon
- Marathon: 2:13:12 h, 10. April 2011, Thessaloniki